# Калишское воеводство (1975—1998)
Калишское воеводство (пол. województwo kaliskie) — воеводство Польши, существовавшее в 1975—1998 годах.
Представляло собой одну из 49 основных единиц административного деления Польши, которые были упразднены в результате административной реформы Польши 1998 года. 
Занимало площадь 6512 км². Административным центром воеводства являлся город Калиш. После административной реформы воеводство прекратило своё существование и его территория отошла большей частью к Великопольскому воеводству, и по несколько гмин — к Нижнесилезскому и Лодзинскому воеводствам.

## Города
Крупнейшие города воеводства по числу жителей (по состоянию на 31 декабря 1998 года):
- Калиш — 106 641
- Острув-Велькопольский — 74 728
- Кротошин — 29 221
- Яроцин — 25 935
- Плешев — 18 512
- Кемпно — 15 041
- Остшешув — 14 673
- Сыцув — 10 670
- Верушув — 8487